# Fischerspooner

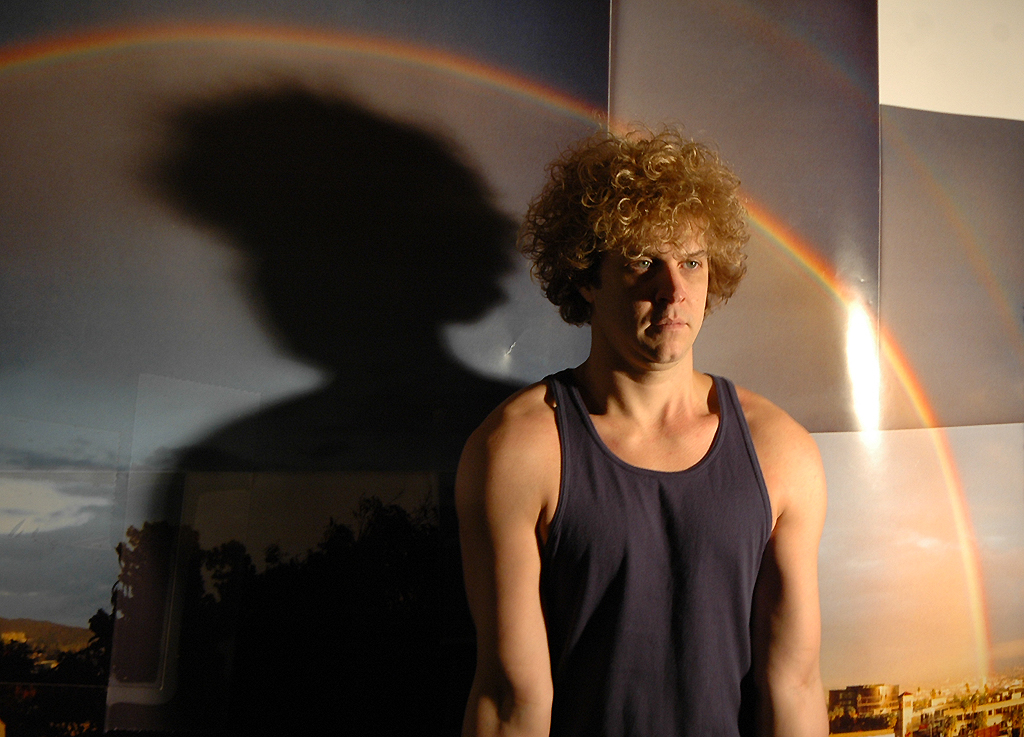
Casey Spooner, 2005.

Fischerspooner est un groupe electro américain constitué de Warren Fischer (compositeur) et Casey Spooner (chanteur).

## Historique

### Les débuts
Warren Fischer et Casey Spooner se rencontrent dans une école d’art à Chicago. Ensemble, ils collaborent à divers projets, mais lorsqu’ils sortent de l’École de l'Art Institute of Chicago, ils se perdent de vue.

### Perte de vue, puis retrouvailles
Plus tard, à New York, où tous les deux ont emménagé, Fischer et Spooner reprennent contact. Durant les quelques années passées, Warren est devenu directeur commercial : frustré par une scène musicale alternative stagnante, il a préféré choisir une autre voie. De son côté, Casey travaille dans le théâtre « expérimental ». Lorsqu’ils se retrouvent, Fischer et Spooner souhaitent à nouveau travailler ensemble.

### Le succès
Entre 1999 et 2000, ils se mettent à l’électro, influencés par la musique électronique de Daft Punk. Les titres, disponibles gratuitement sur leur site Web, font rentrer les deux camarades dans le mouvement électro international. Les fans s’accumulent de par le monde. La presse n’est pas sourde à cette ferveur et se montre très attentive. L’enthousiasme conduit Fischerspooner en Europe, et dans les bureaux du label Capitol pour signer un contrat.

### 2001:#1
En 2001, Fischerspooner sort son premier album, #1 (en). Pour cet opus, qualifié par le NME de « meilleure chose arrivée à la musique depuis l’électricité », Fischer a travaillé dans son appartement et Casey a écrit les paroles en solitaire : chacun de son côté. Ils se sont retrouvés pour l’enregistrement des voix.
Le duo s'est fait remarquer en partie grâce à son single Emerge (en). De plus, des vidéos baroques et des apparitions en play-back sur les scènes de clubs ont également contribué à la réputation de Fischerspooner.

### 2005:Odyssey
En 2005, Fischerspooner délivre son second opus Odyssey (en). Le titre de l’album renvoie au voyage artistique et émotionnel, inattendu, du groupe. Pour son second album, Fischerspooner change de direction. Warren et Casey voulaient un album plus cohérent, plus émouvant ; un son plus chaleureux. Ils se sont alors tournés vers les années 1970, le rock classique ou psychédélique, les Beatles ou les Pink Floyd.
L’album comprend entre autres Never Win, qui a un petit air de Clash sous électro, et le titre We Need a War a été composé avec l'intellectuelle new-yorkaise Susan Sontag. Les rythmes, parfois aériens, rappellent le bien nommé Air. Pour leur deuxième album, Casey et Warren ont travaillé ensemble en studio dans le but d'élargir leur univers artistique, ils se sont critiqués. Certains conflits ont fait surface, mais ils ont finalement trouvé ensemble leur nouveau cap.
Mirwais Stass est venu apporter sa touche finale à l’album. En 2005, les avis sur Fischerspooner sont toujours aussi élogieux. Leurs clips, très artistiques, dans lesquels on retrouve leur formation, viennent parfaitement compléter leur univers musical.

### 2009:Entertainment
En mai 2009 sort Entertainment (en), album dans la continuité du précédent avec malgré tout un son un peu plus pop que Odyssey. Là encore, le groupe propose des chansons dansantes très efficaces. Entertainment comporte deux singles déjà parus courant mars 2008 sur le label Kitsuné (The Best Revenge et Danse En France) ainsi que huit inédits produits par Jeff Saltzman (dont The Killers, The Black Keys, The Sounds). Une tournée devrait suivre, où Fischerspooner s'inspirerait aussi bien « du théâtre japonais que des premières années du programme spatial américain. »

### 2018:Sir
En février 2018 sort Sir (en).

## Discographie
- 2001 : #1

1. "Sweetness"
2. "The 15th (en)"
3. "Emerge"
4. "L.A. Song"
5. "Tone Poem"
6. "Horizon"
7. "Invisible"
8. "Turn On"
9. "*#!@y? (F*cker)"
10. "Natural Disaster"
11. "Ersatz"
12. "Mega C"
13. "Emerge (Junkie XL Remix)"

- 2005 : Odyssey

1. "Just Let Go"
2. "Cloud"
3. "Never Win"
4. "A Kick In The Teeth"
5. "Everything To Gain"
6. "We Need A War"
7. "Get Confused"
8. "Wednesday"
9. "Happy"
10. "Ritz 107"
11. "All We Are"
12. "O"

- 2009 : Entertainment

1. The Best Revenge
2. We Are Electric
3. Money Can’t Dance
4. In A Modern World
5. Supply & Demand
6. Amuse Bouche
7. Infidels Of The World Unite
8. Door Train Home
9. Danse En France
10. To The Moon

- 2018 : Sir

1. Stranger Strange
2. TopBrazil
3. Togetherness
4. Everything Is Just Alrigh
5. Have Fun Tonight
6. Discreet
7. Strut
8. Get It On
9. I Need Love
10. Butterscotch Goddam
11. Dark Pink
12. Try Again
13. Oh Rio

## Reprise et utilisation
- La chanson Invisible, tirée de l'album #1 (en), a été utilisée comme musique pour Don't Go, un film d'animation turc de court métrage réalisé par Turgut Akacik et sorti en 2010.
- En 2022, le morceau Emerge (en) est utilisé en France pour une publicité de Decathlon[2].